# Crysis Warhead
Crysis Warhead je samostatně spustitelným datadiskem k úspěšné střílečce z pohledu první osoby Crysis. Vyvinut byl maďarskou pobočkou firmy Crytek a vydán firmou Electronic Arts. Hra byla vydána 12. září 2008 v Evropě a 16. září 2008 v Severní Americe.[zdroj?]
Ve hře je použit nově optimalizovaný CryEngine 2. Bylo přidáno několik nových vozidel a zbraní. Recenze byly pro hru celkem pozitivní.[zdroj?]

## Hra
Hra se dělí na dvě části: singleplayerovou (samotný Crysis Warhead) a multiplayerovou (Crysis Wars).

### Singleplayer
V singleplayerové části hry sleduje hráč osudy seržanta Sykese (Psycho), který se objevil i v Crysis. Děj Warheadu se odehrává paralelně s příběhem Crysis, jen na druhé straně ostrova. Hráč nejdříve musí zachránit Sykesova přítele O'Neilla a poté dohonit plukovníka Lee, který přepravuje mimozemské technologie.[zdroj?]

### Multiplayer
Multiplayerová část se jmenuje Crysis Wars. K dispozici jsou tři mody: Power Strugle, Team Instant Action a Instant Action.[zdroj?] Vylepšený systém zajišťuje, že po smrti se znovu objevíte vždy daleko od jakéhokoli nepřítele a co nejblíže k některému z vašich spoluhráčů.[zdroj?] Crysis Wars nabízí celkem 21 map, některé až pro 32 hráčů.[zdroj?] Všechny mapy z multiplayeru původního Crysis byly přepracovány a vylepšeny.[zdroj?]